# Permissible exposure limit
Permissible exposure limit (PEL eller OSHA PEL; på dansk tilladeligt eksponeringsgrænse) er den juridiske grænseværdi i USA for en ansats eksponering for et kemisk stof eller fysisk agens såsom larm. PEL bestemmes af Occupational Safety and Health Administration (OSHA).  De fleste af OSHA’s PEL'er blev meldt ud kort efter vedtagelsen af Occupational Safety and Health (OSH) Act i 1970.
For kemikalier angives den kemiske regulering normalt i parts per million (ppm), eller somme tider i milligrams pr. kubikmeter (mg/m3). For fysiske agenser såsom larm afhænger det af den specifikke agens.

## Fodnoter
1. ↑  "OSHA Annotated PELs". www.osha.gov. Hentet 2015-10-25.

| Erhverv og erhvervsliv | Spire Denne artikel om erhverv, erhvervsliv og arbejdsmarked er en spire som bør udbygges. Du er velkommen til at hjælpe Wikipedia ved at udvide den. |